# Кемпферол
Кемпферол (3,4′,5,7-тетрагідроксифлавон) — природний флавонол, що належить до групи флавоноїдів. Жовта кристалічна речовина з температурою плавлення 276—278 °C. Слабкорозчинний у воді, добре розчиняється в гарячому етанолі, діетилетері і ДМСО.
Кемпферол виявлений у багатьох рослинах, зокрема, листі чаю, квітах терну, сокирок польових тощо, а також у харчових продуктах рослинного походження. Має антиоксидантну, спазмолітичну та протизапальну дію, а також досліджується як потенційний протипухлинний агент.
Названий за ім'ям німецького натураліста 17-го століття Енгельберта Кемпфера.